# Archivolva
Genre
Archivolva est un genre de mollusques gastéropodes de la famille des Ovulidae. L'espèce-type est Archivolva lissenungensis. 

## Liste d'espèces
Selon World Register of Marine Species (9 mars 2021) :
- Archivolva alexbrownii Lorenz, 2012
- Archivolva clava (Habe, 1991)
- Archivolva kahlbrocki Lorenz, 2009
- Archivolva lissenungensis (Lorenz, 2005)